# Peter Pace
Peter Pace, ameriški general marincev, * 5. november 1945, Brooklyn, New York.
General Pace je bivši načelnik Združenega štaba oboroženih sil ZDA in prvi marinec na tem položaju; bil je tudi prvi marinski namestnik načelnika Združenega štaba oboroženih sil ZDA.

## Življenjepis
Junija 1967 je končal Pomorsko akademijo in bil povišan v poročnika.
1968 je končal The Basic School (Quantico, Virginija) in bil dodeljen 2. bataljonu 5. marinskega polka 1. marinske divizije; sprva kot poveljnik strelskega voda, nato pa pomočnik izvršilnega častnika bataljona.
Marca 1969 se je vrnil v ZDA, v marinsko vojašnico Washington, D. C.; tu je bil načelnik pehotne pisalne enote Inštituta KMP ZDA; poveljnik voda, Stražna četa; poveljnik Varnostnega odreda (Camp David), socialni pomočnik v Beli hiši, poveljnik Posebnega ceremonialnega voda. Septembra 1971 je vstopil v nadaljevalni tečaj za pehotne častnike (Fort Benning, Georgia). Oktobra 1972 je bil premeščen na Tajsko, kjer je bil sprva operativni, nato pa izvršilni častnik varnostnega dela, Marine Aircraft Group 15, 1. Marine Aircraft Wing (Nam Phong).
Oktobra 1973 je bil premeščen v HQMC (Washington, D. C.), kjer je bil pomočnik nadzornika majorjev. Oktobra 1976 je bil premeščen v Camp Pendleton (Kalifornija), kjer je postal operativni častnik 2. bataljona 5. marinskega polka, nato izvršilni častnik 3. bataljona istega polka ter tajnik divizijskega štaba 1. marinske divizije. Avgusta 1979 je bil poslan na šolanje na Marine Corps Command and Staff College.
Šolanje je končal junija 1980 in bil nameščen kot poveljujoči častnik, Marine Corps Recruiting Station, Buffalo, New York. Od junija 1983 do junija 1985 je bil poveljujoči častnik 2. bataljona 1. marinskega polka. Junija 1985 je vstopil v National War College (Washington, D. C.).
Šolanje je končal junija naslednje leto; premščen je bil v Mešani/Skupni štab (Seul, Koreja), kjer je do aprila 1987 služil kot načelnik Veje kopenske vojske, nakar je postal izvršilni častnik pomočnika načelnika štaba C/J/G-3 pri Poveljstvu ZN/Poveljstvo mešanih sil/Oborožene sile ZDA Koreja/8. armade. 
Nato se je avgusta 1988 vrnil v Washington, D. C., kjer je postal poveljnik marinske vojašnice. Avgusta 1991 je postal načelnik štaba 2. marinske divizije (Camp Lejeune). Februarja 1992 je prevzel dolžnost pomočnika divizijskega poveljnika. 6. aprila 1992 je postal predsednik Marine Corps University ter hkrati tudi poveljujoči general Marine Corps Schools (Quantico, Virginija). Istočasno je bil od decembra 1992 do februarja 1993 tudi namestnik poveljnika, marinskih sil v Somaliji ter od oktobra 1993 do marca 1994 namestnik poveljnika Joint Task Force - Somalia.
21. junija 1994 je postal namestnik poveljnika/načelnik štaba oboroženih sil ZDA na Japonskem. 5. avgusta 1996 je postal operacijski direktor (J-3) pri Združenemu štabu.
Od 23. novembra 1997 do 8. septembra 2000 je bil poveljnik US MCF Atlantik/Evropa/Jug. 8. septembra 2000 je postal glavni poveljnik, Južno poveljstvo ZDA, kar je opravljal do 30. septembra 2001.
Pace je poročen ter ima hčerko in sina.
Ima magisterij iz poslovne administracije (Univerza Georga Washingtona) ter končal šolanje za višje izvršilne uradnike na Univerzi Harvard.

## Napredovanja
- junij 1967 - poročnik
- ? - nadporočnik
- april 1971 - stotnik
- november 1977 - major
- oktober 1982 - podpolkovnik
- oktober 1988 - polkovnik
- 6. april 1992 - brigadni general
- 21. junij 1994 - generalmajor
- 5. avgust 1996 - generalporočnik
- 8. september 2000 - general

## Odlikovanja
- Defense Distinguished Service Medal z enim hrastovim listom;
- Defense Superior Service Medal;
- legija za zasluge;
- bronasta zvezda z bojnim »V«;
- Defense Meritorious Service Medal;
- Meritorious Service Medal z zlato zvezdo;
- Navy Commendation Medal z bojnim »V«;
- Navy Achievement Medal z zlato zvezdo;
- Combat Action Ribbon.